# 依田勇雄
依田 勇雄（よだ いさお、1911年（明治44年）1月10日 - 1993年（平成5年）8月9日）は、日本の政治家。長野県議会議員（3期）、長野県佐久市長（4期）を歴任した。

## 来歴
長野県北佐久郡中込村（後の中込町、現：佐久市）で、依田米治・ませの二男として生まれた。1935年（昭和10年）専修大学経済学部卒業。自営業から、1947年（昭和22年）長野県議会議員となり3期在任。
1961年（昭和36年）4月、佐久市長選挙で当選し、初代市長に就任し1977年（昭和52年）4月まで4期務めた。在任中は財政の立て直しや行政改革、社会基盤を整備し、北陸新幹線や高速道路の誘致・期成に尽力した。同58年（1983年）佐久市名誉市民に選出された。
その他、自由民主党長野県連幹事長、佐久漁業協同組合長、長野県漁業組合連合会長、全国内水漁業連盟副会長、佐久平土地改良区理事長などを歴任した。
　佐久市中込の中込橋場公会堂の敷地内に顕彰碑が建てられている。

## 栄典
- 1971年（昭和46年）藍綬褒章[1]
- 勲三等瑞宝章